# Abdellah Lahoua
Abdellah Lahoua (ur. 19 lipca 1986) – marokański piłkarz, grający jako pomocnik.

## Klub

### Początki
Zaczynał karierę w Difaâ El Jadida, gdzie grał do 2010 roku.

### FAR Rabat
1 lipca 2010 roku został zawodnikiem FAR Rabat.
W sezonie 2011/2012 (pierwszym w bazie Transfermarkt) zagrał 4 spotkania.

#### Renaissance Berkane (wypożyczenie)
1 stycznia 2013 roku został wypożyczony do Renaissance Berkane. W tym zespole zadebiutował 8 lutego 2013 roku w meczu przeciwko Moghreb Tétouan (1:1). Na boisku pojawił się w 84. minucie, zastąpił Abdelmoulę Berrabeha. Pierwszego gola i asystę strzelił i zaliczył 17 marca 2013 roku w meczu przeciwko Chabab Rif Al Hoceima (wygrana 2:1). Asystował przy golu w 65. minucie, a sam do bramki trafił w 87. minucie. Łącznie w sezonie 2012/2013 zagrał 13 meczów, strzelił gola i miał 2 asysty.

### Renaissance Berkane (na stałe)
1 sierpnia 2013 roku przeszedł na stałe do Renaissance Berkane. Zagrał tam 14 meczów, strzelił gola i miał 3 asysty.

### Powrót do El Jadidy
13 stycznia 2015 roku powrócił do Difaâ El Jadida. Ponownie w tym klubie zadebiutował 31 stycznia 2015 roku w meczu przeciwko Chabab Atlas Khénifra (porażka 1:0). Na boisku pojawił się pod koniec meczu, zastąpił Azzedinne Hissa. W sumie zagrał 9 spotkań.

### AS Salé
25 stycznia 2016 roku został zawodnikiem AS Salé. W sezonie 2019/2020 zakończył piłkarską karierę.